# Bohorodčany
Bohorodčany (ukrajinsky Богородчани, rusky Богородчаны, polsky Bohorodczany, polsky בראטשין, Brotchin) jsou městys (ukrajinsky selyšče) v Ivanofrankivské oblasti na západě Ukrajiny. V roce 2021 zde žilo 8 235 obyvatel.

## Dějiny
První písemná zmínka o Bohorodčanech pochází z roku 1441. Majitelem vsi byl Jan z Bukače. Zemědělsko-řemeslnická osada prosperovala. Ve druhé polovině 15. století se dostala do majetku rodu Potockých.
Sňatkem dcery Kateřiny Potocké statky přešly do majetku rodu Kossakowských. Po prvním dělení Polska, připadly Bohorodčany na léta 1772-1918 Rakouské monarchii. V roce 1776 zde v 314 domech žílo 1134 obyvatel. Po skončení první světové války byly Bohorodčany roku 1921 připojeny ke stanislavskému vojvodství Polské republiky. V roce 1939 je obsadila Sovětská armáda a po ní v letech 1941-1944 Němci, kteří zlikvidovali zdejší židovskou obec, většina obyvatel zahynula v koncentračních táborech. V dubnu 1945 bylo město opět připojen k Sovětskému svazu a od roku 1991 je součástí Ukrajiny. V roce 2020 bylo město přičleněno do Ivanofrankivské oblasti.

## Památky

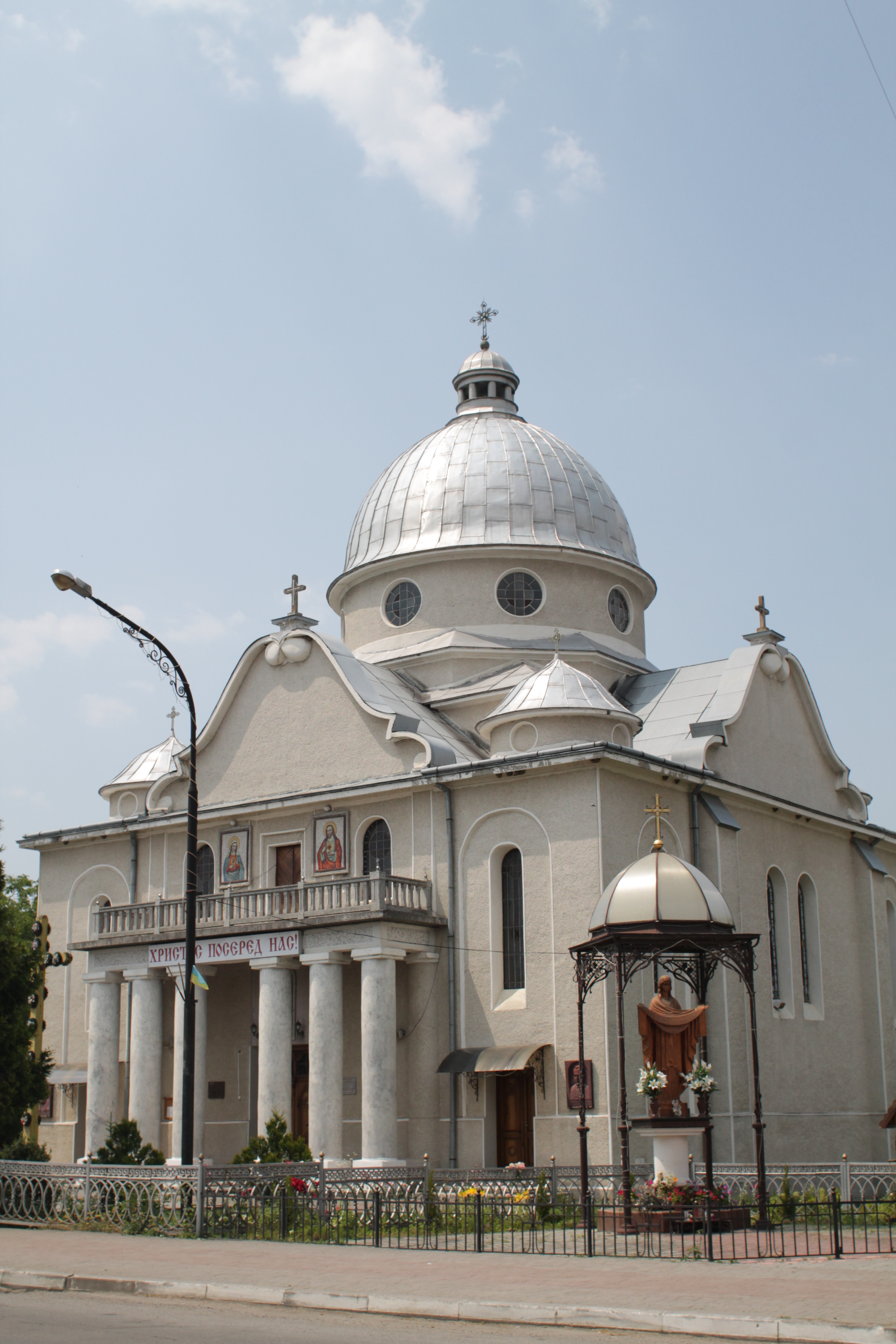
Kostel sv. Jana Evangelisty

- kostel P. Marie a svatých Petra a Pavla s bývalým klášterem dominikánů - dřevěné stavby založila r. 1691 Konstancie Potocká, dcera haličckého komorníka Mikuláše Potockého a manželka Dominika Potockého a dala v něm umístit poutní mariánský obraz. Kamenný stavební komplex z let 1745-1762 dal postavit její syn a vysvětil jej Stanislav Potocki v roce 1775. Na fasádě kláštera je pamětní deska zbojníka Oleksy Dovbuše.

- Kostel sv. Jana Evangelisty, řeckokatolický chrám z let 1930-1934

### nedochované
- - Kostel Nejsvětější Trojice s významným barokním ikonostasem s třemi desítkami obrazů z roku 1741
  - synagoga

## Slavní rodáci
- Anton von Kalik (1807-1866), rakouský generálmajor, c. a k. velitel rakouské vojenské výzvědné služby
- August Salaba (1840—1894), český inženýr-mechanik, vynálezce a pedagog
- Oleksa Hirnyk (1912-1978), ukrajinský inženýr, sovětský disident
- Ivan Latyševskyj (1907-1959), řeckokatolický biskup, r. 1929 vysvěcen, 1945 zatčen NKVD, vězněn a poslán do lágru.